# Ty Olsson
Ty Olsson, född 28 januari 1974 i Haliifax, är en kanadensisk skådespelare.
Olsson har bland annat medverkat i filmerna Thanksgiving och Apornas planet: Striden.

## Filmografi (i urval)
- 2003 – X-Men 2
- 2006 – Flight 93
- 2009 – På slaget tolv
- 2017 – Apornas planet: Striden
- 2023 – Thanksgiving